# National Football League 1990 (Fiji)
In 1990 werd het 14e officiële Fijisch National Football League gespeeld. Titelhouder was Nadroga FC. Nadroga FC werd voor tweede keer kampioen.  

## Kampioen
| 1990                           |
| Vlag van Fiji                  |
| ------------------------------ |
| Nadroga FC Kampioen (2° titel) |